# Broken Circle/Spiral Hill
Broken Circle/Spiral Hill est une œuvre de land art en deux parties de l'artiste américain Robert Smithson, créée en 1971. Elle est située à Emmen, aux Pays-Bas.

## Œuvre

### Caractéristiques

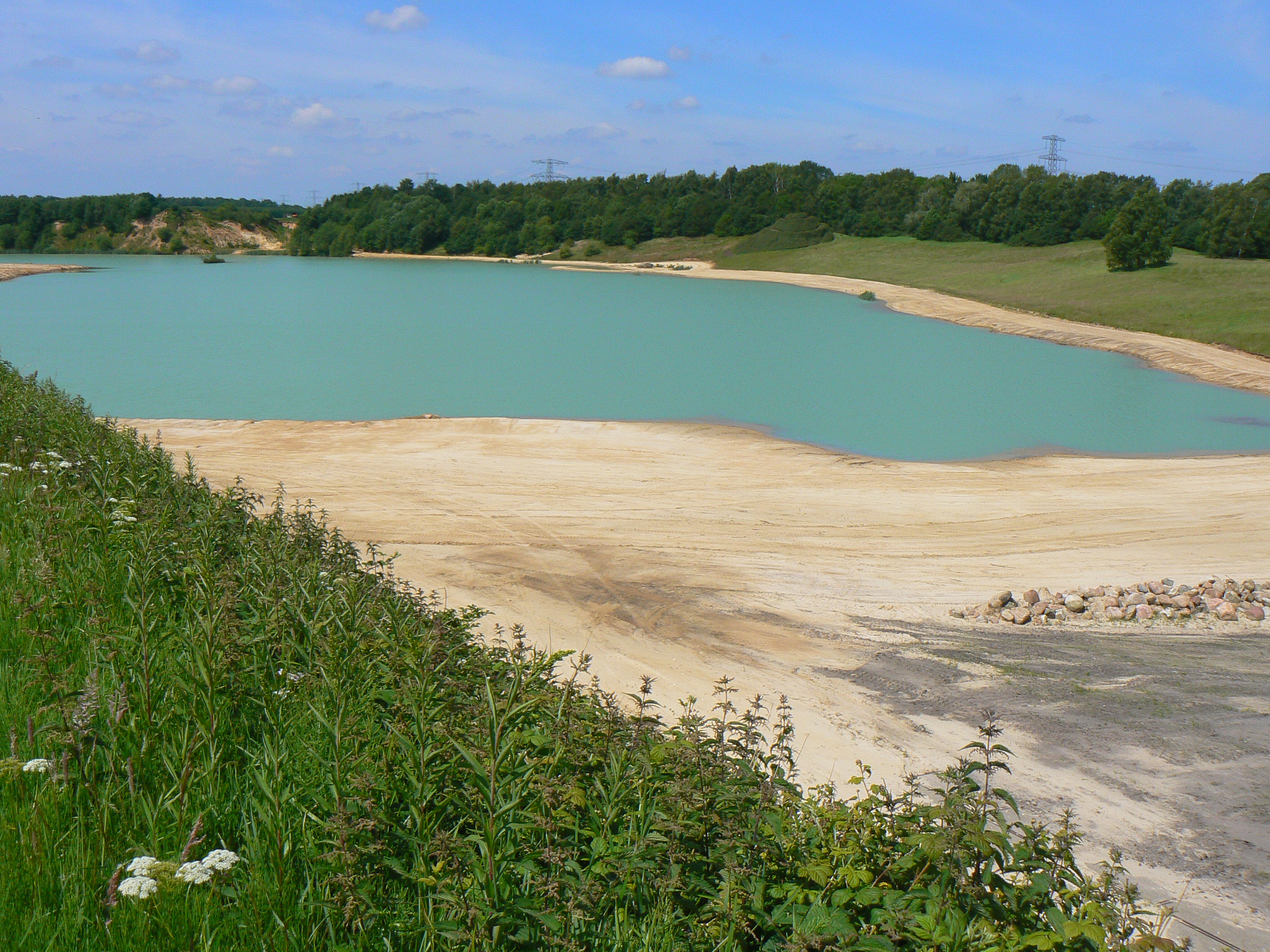
La carrière de sable où est située l'œuvre. Elle est visible à l'arrière plan, au centre de la photographie, sur la rive du lac.

Broken Circle/Spiral Hill est située à Emmen, une commune de la province de Drenthe proche de la frontière allemande, dans le nord-est des Pays-Bas. Elle occupe le bord d'une carrière de sable désaffectée et remplie d'eau, à 1 km au nord-est du centre d'Emmen.
L'œuvre est formée de deux parties : Broken Circle, bâtie sur la rive du lac occupant le centre de l'ancienne carrière, et Spiral Hill, légèrement au nord de la première. Broken Circle est une sorte de jetée de sable, tournant autour d'un rocher. Spiral Hill est, comme son nom l'indique, une colline en spirale.
Robert Smithson était très intéressé par les problèmes d'échelle. Comme pour Spiral Jetty, une autre œuvre de Smithon, Broken Circle et Spiral Hill nécessitent d'être observées depuis un point en surplomb afin d'être perçues dans leur ensemble. Il existe par ailleurs une correspondance entre Broken Circle, invisible de loin pour qui se trouve au même niveau, Spiral Hill, qui s'élève au-dessus du site.

### Broken Circle

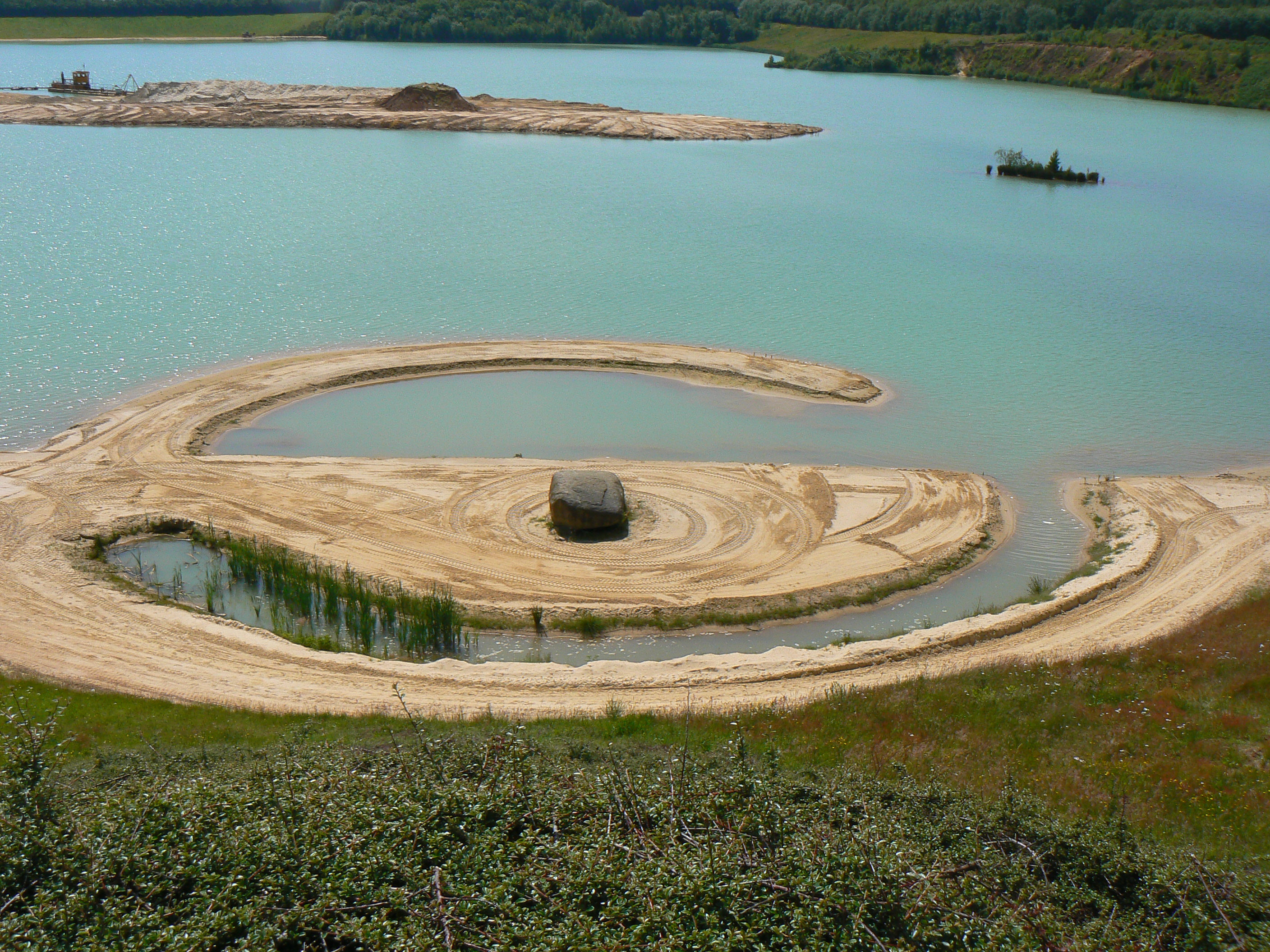
Broken Circle.

Broken Circle (littéralement, « Cercle brisé ») est située à la limite du lac, à la frontière entre la rive et l'eau. Sur le lac, elle comprend une jetée en arc de cercle, tournant dans le sens des aiguilles d'une montre, réalisant un peu moins d'un demi-cercle. Sur la rive, une tranchée dans le sable fait miroir à cette jetée, dont elle reprend la forme et les dimensions tournées d'un demi-tour. Cette tranchée permet à l'eau du lac de pénétrer à l'intérieur de la rive.
Au centre de la zone terrestre, entre la tranchée et la rive, est posé un énorme rocher. Ce dernier a été trouvé lors des travaux pour aplanir le terrain. Ne pouvant s'en débarrasser, il décide de le conserver puisqu'il est témoin d'un âge reculé de la terre.
Elle mesure au total environ 40 m de diamètre. Elle fait référence aux digues construites aux Pays-Bas afin de gagner du territoire sur la mer.

### Spiral Hill

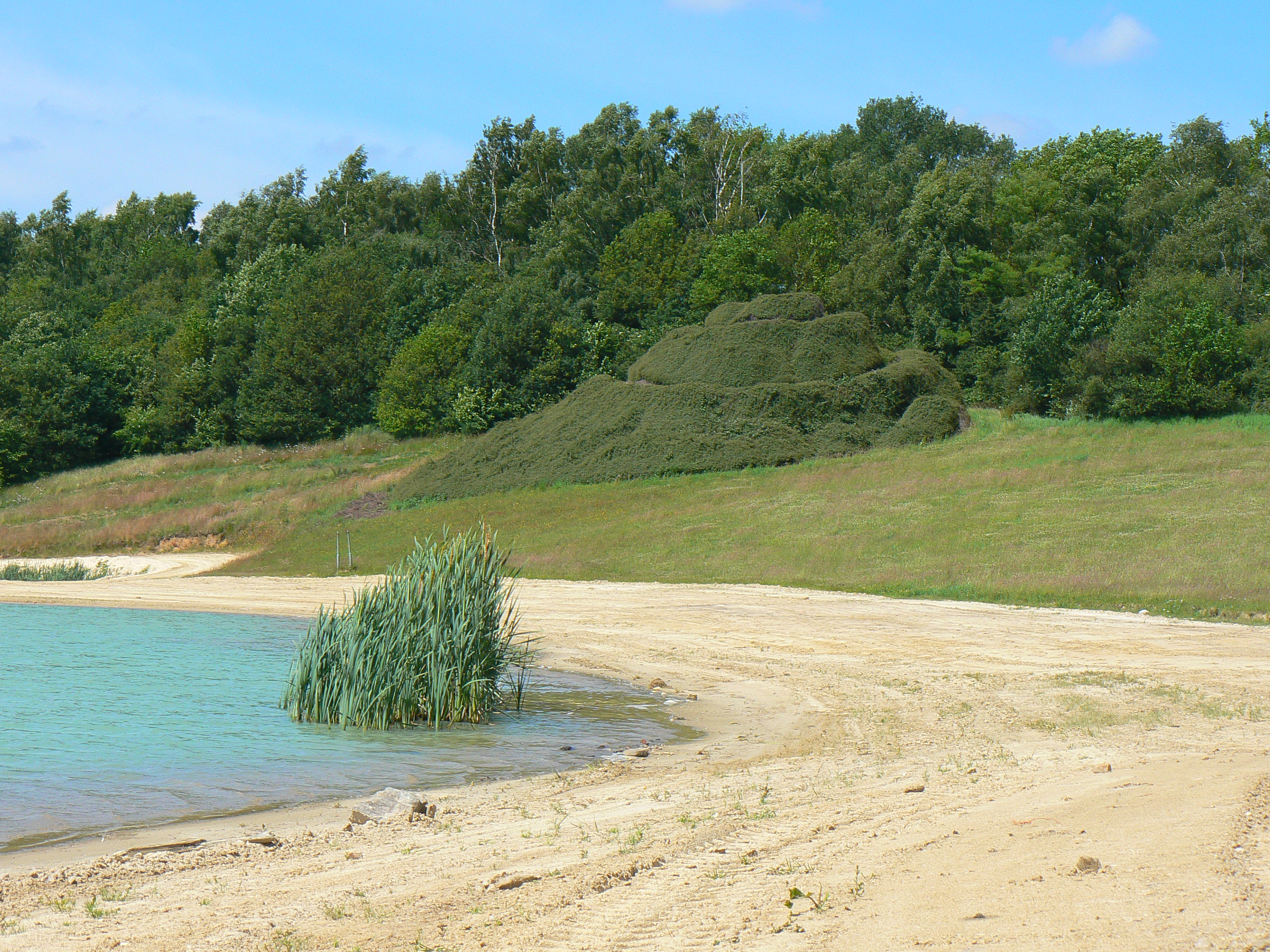
Spiral Hill.

Spiral Hill (littéralement « Colline en spirale ») est un monticule de 23 m de diamètre, de forme à peu près conique. Un chemin en spirale tourne autour de l'œuvre et permet d'accéder à la partie supérieure, d'où il est possible d'observer Broken Circle. Elle est inspirée par la légende de la tour de Babel.

## Historique
Broken Circle/Spiral Hill est la seule œuvre de Robert Smithson effectuée en Europe. Elle est commandée en 1971 pour l'exposition temporaire Sonsbeek buiten de perken (« Sonsbeek au-delà des limites »), un événement sur le thème de l'espace et des relations spatiales organisé dans plusieurs lieux aux Pays-Bas (Sonsbeek est un parc situé à Arnhem). Le conservateur de la manifestation est Wim Beeren, alors conservateur du Stedelijk Museum d'Amsterdam. Smithson ne désirant pas déranger l'agriculture dans un pays aussi densément peuplé, un endroit approprié est trouvé et l'artiste obtient l'autorisation de construire son œuvre dans une carrière désaffectée. Cette approche répond d'ailleurs à son penchant pour les lieux qu'il qualifie d'« entropiques ».
Pendant les travaux pour aplanir le terrain, Smithson extrait un énorme rocher. Il prévoit d'abord de s'en débarrasser car il constitue un point focal indésirable à l'œuvre, mais l'entreprise se révèle compliquée par la masse du rocher. Smithson décide par la suite de le conserver : il confère à l'œuvre une dimension temporelle puisqu'il est un témoin d'un âge reculé de la terre. Par ailleurs, il contribue à faire coïncider l'œuvre avec son environnement puisqu'on trouve dans la région des tombes primitives, nommées « lits des Huns », construites avec de tels rochers.
L'œuvre est construite pour être temporaire, mais la population locale demande qu'elle devienne permanente. Smithson rédige alors une série de recommandations afin que son œuvre survive correctement à l'épreuve du temps. Toutefois, elle n'a plus aujourd'hui la forme d'autrefois : l'eau du lac recouvre plus ou moins la jetée et la colline de Spiral Hill est quant à elle recouverte de plantes persistantes.